# IC 59
IC 59 ist ein Reflexionsnebel im Sternbild Kassiopeia am Nordsternhimmel. Nahe dem hellen Stern Gamma Cassiopeiae befindet sich außerdem der Emissionsnebel IC 63. Der Stern ist physikalisch gesehen nur 3 bis 4 Lichtjahre von den Nebeln entfernt. IC 63 liegt etwas näher an γ Cas und leuchtet vorwiegend in rotem H-alpha-Licht. IC 59 ist weiter vom Stern entfernt und weist anteilsmäßig weniger H-alpha-Emissionen auf, dafür mehr des charakteristischen blauen Farbtons.
Das Objekt wurde im Jahre 1893 vom deutschen Astronomen Max Wolf entdeckt.

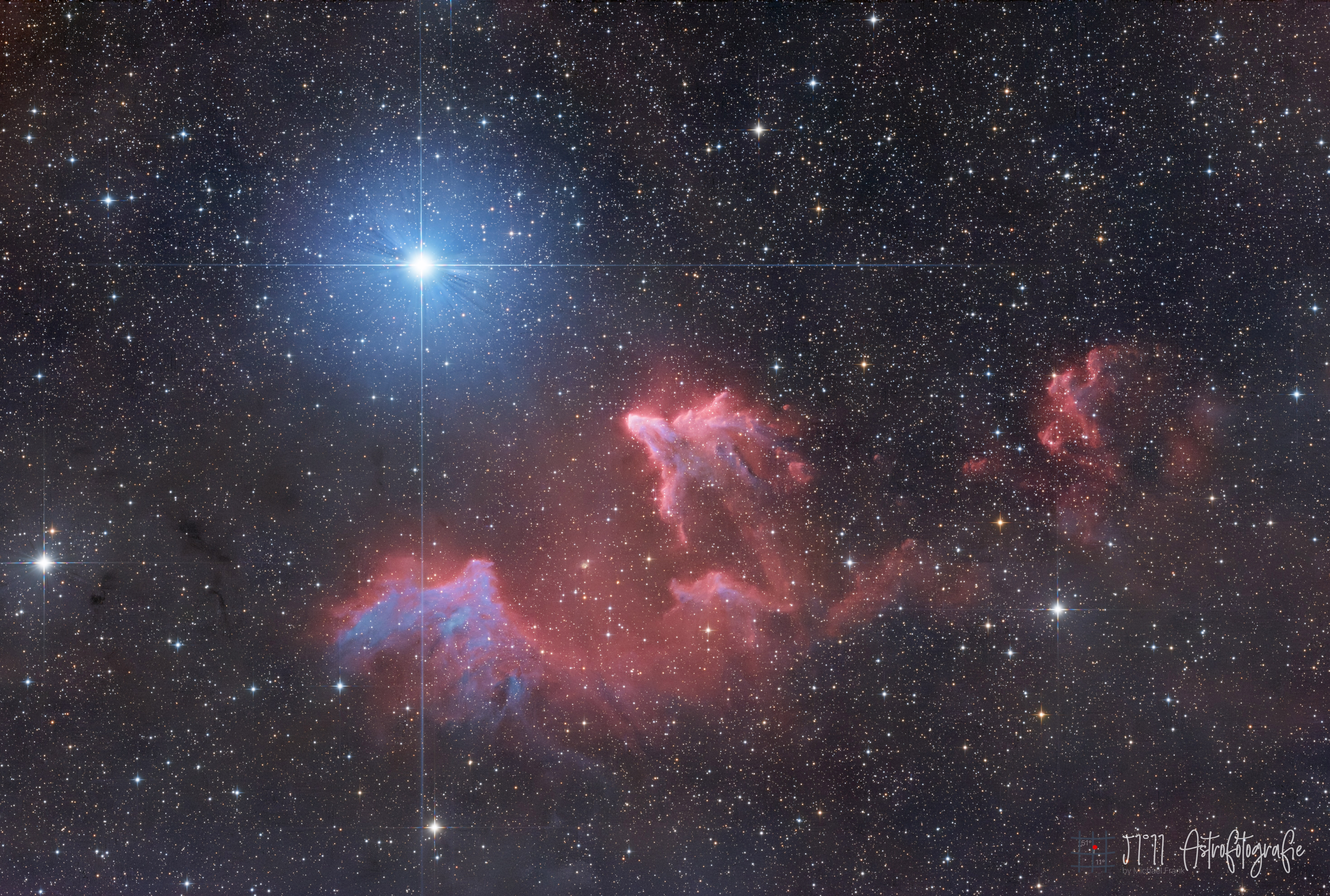
𝐈𝐂 𝟓𝟗 & 𝟔𝟑 - 𝐃𝐞𝐫 𝐆𝐞𝐢𝐬𝐭 𝐝𝐞𝐫 𝐊𝐚𝐬𝐬𝐢𝐨𝐩𝐞𝐢𝐚